# Abère-près-Corbères
Pour les articles homonymes, voir Abère et Corbère.
Abère-près-Corbères est une ancienne commune française du département des Pyrénées-Atlantiques. Entre 1795 et 1800, la commune fusionne avec Corbères pour former la nouvelle commune de Corbère-Abères.
Domengeux s'est unie avec Abère à Corbère et le toponyme correspondant s'appelait Corbères-Abère-Domengeux. En 1833, le nom de la commune prit sa forme actuelle, Corbère-Abères.

## Géographie
Abère est un village du Vic-Bilh, situé au nord-est du département et de Pau.

## Toponymie
Le toponyme Abère apparaît sous les formes
Bere (1402, censier de Béarn),
Avera et le parsan d'Albère de Courbères (respectivement 1540 et 1684, réformation de Béarn),
Abere prés Corberes (1793, ou an II),
Abères près Corbère (1801, Bulletin des lois) et
Abère (1863, dictionnaire topographique Béarn-Pays basque).
Michel Grosclaude propose une étymologie latine abellana ou abella ('noisette' et par extension 'la coudraie'). À noter que cet auteur mentionne l'appellation officielle sous la forme Abère.

## Démographie
| 1793 | 1800 |
| ---- | ---- |
| 94   | 63   |

## Pour approfondir